# (2909) Hoshi-no-ie
(2909) Hoshi-no-ie (1983 JA; 1948 UF; 1948 WG; 1957 LG; 1961 DK; 1969 VV2; 1972 JN; 1974 UH) ist ein ungefähr 21 Kilometer großer Asteroid des äußeren Hauptgürtels, der am 9. Mai 1983 vom Japanischen Astronom Sadao Sei am Chirorin-Observatorium (IAU-Code 383) entdeckt wurde. Er gehört zur Eos-Familie, einer Gruppe von Asteroiden, die nach (221) Eos benannt ist.

## Benennung
(2909) Hoshi-no-ie wurde nach dem Chirorin-Observatorium, an dem der Asteroid entdeckt wurde, benannt. Übersetzt heißt dieses Wort „Sternenhaus“.